# Izaak Ślepy
Izaak Ślepy (ur. ok. 1160/1165 w Prowansji, zm. 1235 tamże), zwany też po aram. ‏סגי נהור‎ Sagi Nahor (dosł. „Bogaty w Światło, Pełen Światła”) – żydowski mistyk, najwybitniejszy spośród kabalistów prowansalskich .
Był synem Abrahama ben Dawida z Posquiéres oraz wnukiem Abrahama ben Izaaka z Narbony. Pozostawał pod wpływem swego ojca, a także tekstu kabalistycznego Sefer ha-Bahir oraz filozofii neoplatonizmu .
Spośród wielu jego dzieł, zachowanych fragmentarycznie, najważniejszy jest komentarz do traktatu Sefer Jecira, w którym rozbudowywał ideę boskich emanacji, sefir. Zajmował się ponadto kontemplacją mistyczną, jak również mistyką języka. Twierdził m.in., iż mowa ludzka bliska jest mowie Boga, jako że obie dają się wyprowadzić z boskiego imienia .